# Sylwia (radioodbiornik)

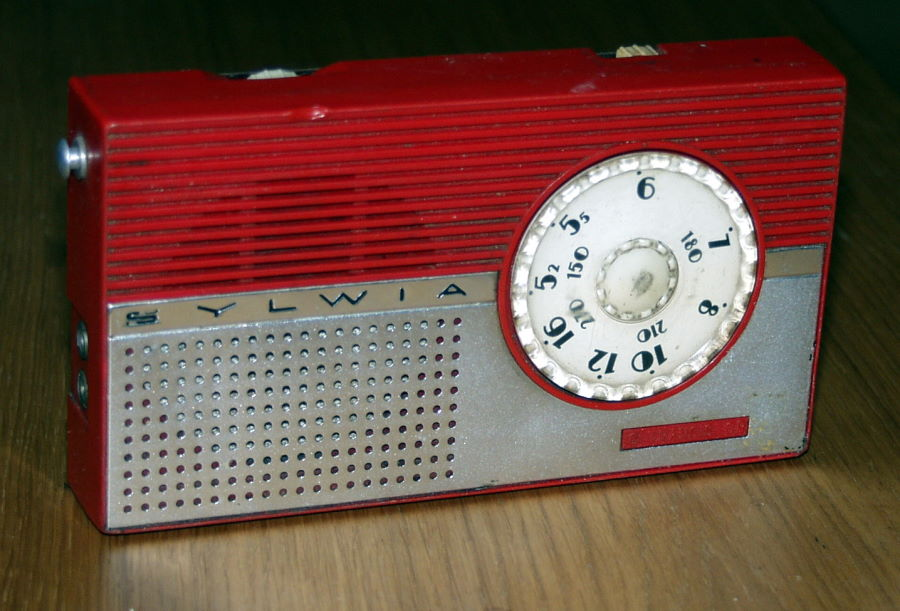
Przednia ścianka z pokrętłem strojenia

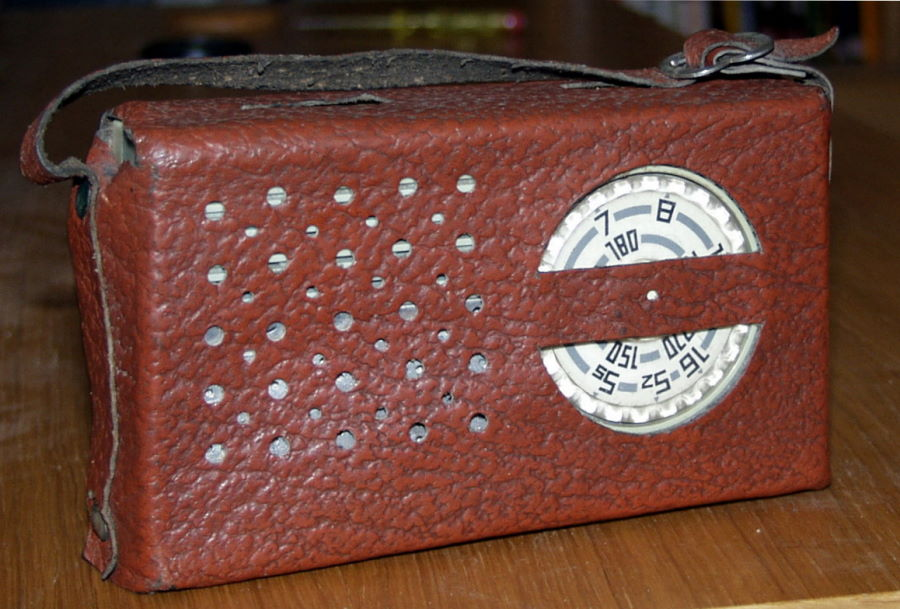
Sylwia w skórzanym futerale

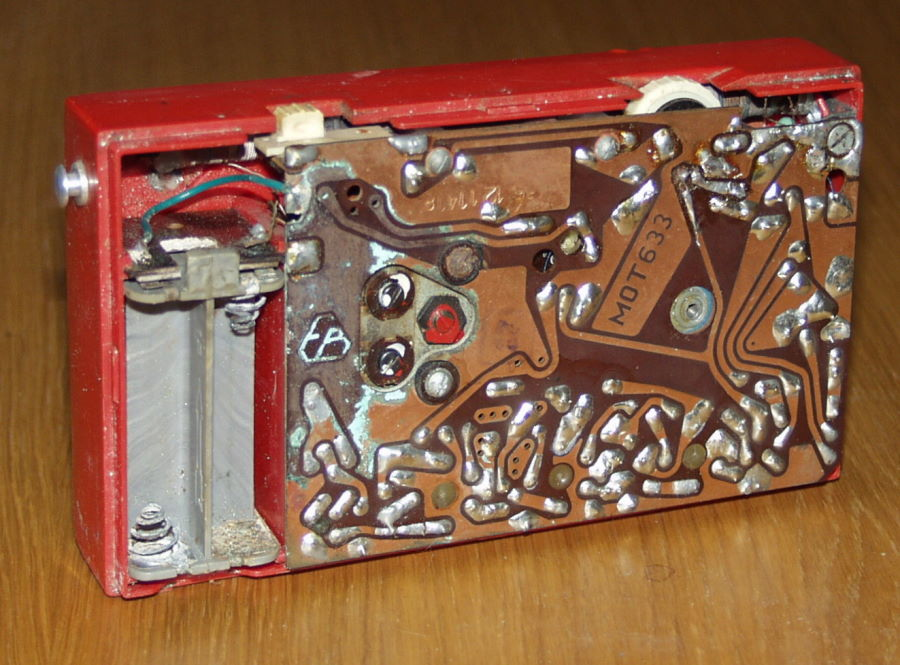
Wnętrze – płytka drukowana

Sylwia MOT 633 – miniaturowy, przenośny radioodbiornik produkcji polskiej z 1965 r. wytwarzany w fabryce Unitra Eltra w Bydgoszczy. Zbudowany został jako następca radioodbiornika Koliber, również w układzie superheterodyny. W stosunku do poprzednika w Sylwii zmniejszono liczbę tranzystorów germanowych z 7 do 6 (bez stopnia kaskodowego), wykorzystując identyczną płytkę drukowaną jak w ostatniej serii odbiornika „Koliber”. Schemat elektroniczny zawiera pięć obwodów strojonych. Częstotliwość pośrednia 465±2kHz. Beztransformatorowy stopień mocy małej częstotliwości pracuje w klasie B w układzie przeciwsobnym, dostarczając sygnał do okrągłego głośnika magnetoelektrycznego GD 7/0,2. Maksymalna moc wyjściowa 80 mW. Jeden komplet baterii R6 umożliwiał pracę odbiornika przez 30–40 godzin.
Parametry i właściwości:
| tranzystory:          | TG 40 (mieszacz samowzbudny), TG 39 (pierwszy stopień wzmacniacza p.cz.), TG 37 (drugi stopień wzmacniacza p.cz.), TG 3A (wzmacniacz wstępny m.cz,), TG 50 x 2 (wzmacniacz mocy m.cz.) |
| diody germanowe:      | 2 x DOG 56 (układ ARW oraz detektor sygnału p.cz.) |
| zakresy fal:          | Długie 1050–1820 m (285–165 kHz) Średnie 187–560 m (1605–535 kHz) |
| zasilanie:            | 4x1,5V (4 baterie R6) |
| elementy regulacyjne: | pokrętło wyłącznika oraz regulacji siły głosu, przełącznik zakresów fal, pokrętło strojenia                                                                                            |
| waga:                 | ok. 0,5 kG |
| wymiary:              | 160 x 90 x 38 mm |